# Đại học Momoyama Gakuin
Đại học Momoyama Gakuin (cũng gọi là Đại học St Andrew) là một trường đại học tư thục ở Izumi, Osaka, Nhật Bản. Trường được thành lập vào năm 1959 để kỷ niệm 100 năm đạo Tin Lành được truyền bá vào Nhật Bản.
Trường tiến hành đào tạo ở cả hai bậc đại học và sau đại học. Ở bậc đại học, trường có các khoa: Kinh tế học (từ năm 1959), Xã hội học (1966), Kinh doanh học (1973), Văn học (1989), và Luật học (2002). Ở bậc sau đại học, trường có các khoa: Văn học, Kinh tế học, Kinh doanh học, Xã hội học.